# Edward Lone Fight
Edward Lone Fight (White Shield, Dakota del Nord, 28 de maig de 1939) és un polític amerindi que va exercir com a president de les nacions Mandan, Hidatsa i Arikara (Tres Tribus Afiliades) de 1986 a 1990. En 1988 Lone Fight es va trobar amb el president dels Estats Units Ronald Reagan, trobada que fou el catalitzador per al Projecte de Llei de Compensació acabada de presentar sobre la base de les conclusions del Comitè Consultiu Conjunt tribal, que atorgava a les tribus una compensació parcial per la inundació de la reserva a causa de la construcció de la presa de Garrison sota la legislació Pick-Sloan.
Va servir durant 1994-1998 com a gestor del programa tribal de les Tres Tribus Afiliades. Es va retirar com a Superintendent de l'Escola de Mandaree (Dakota del Nord) en 2000.
Lone Fight és un tradicionalista i parlant nadiu d'hidatsa. Es va graduar a la Universitat Estatal de Dickinson amb esments en biologia, un dels primers amerindis a fer-ho. També té un màster en Educació i un altre en Administració Pública.
És fill de Mabel Good Bird i Theodore Lone Fight i, per tant, descendent directe de Waheenie Wea (Buffalo Bird Woman), Sheheke, i del cap Four Bears. "Lone Fight" és un nom familiar extens relacionat exclusivament amb les Nacions dels Mandans, Hidatses i Arikares de la reserva índia de Fort Berthold a Dakota del Nord.